# Mór Wahrmann

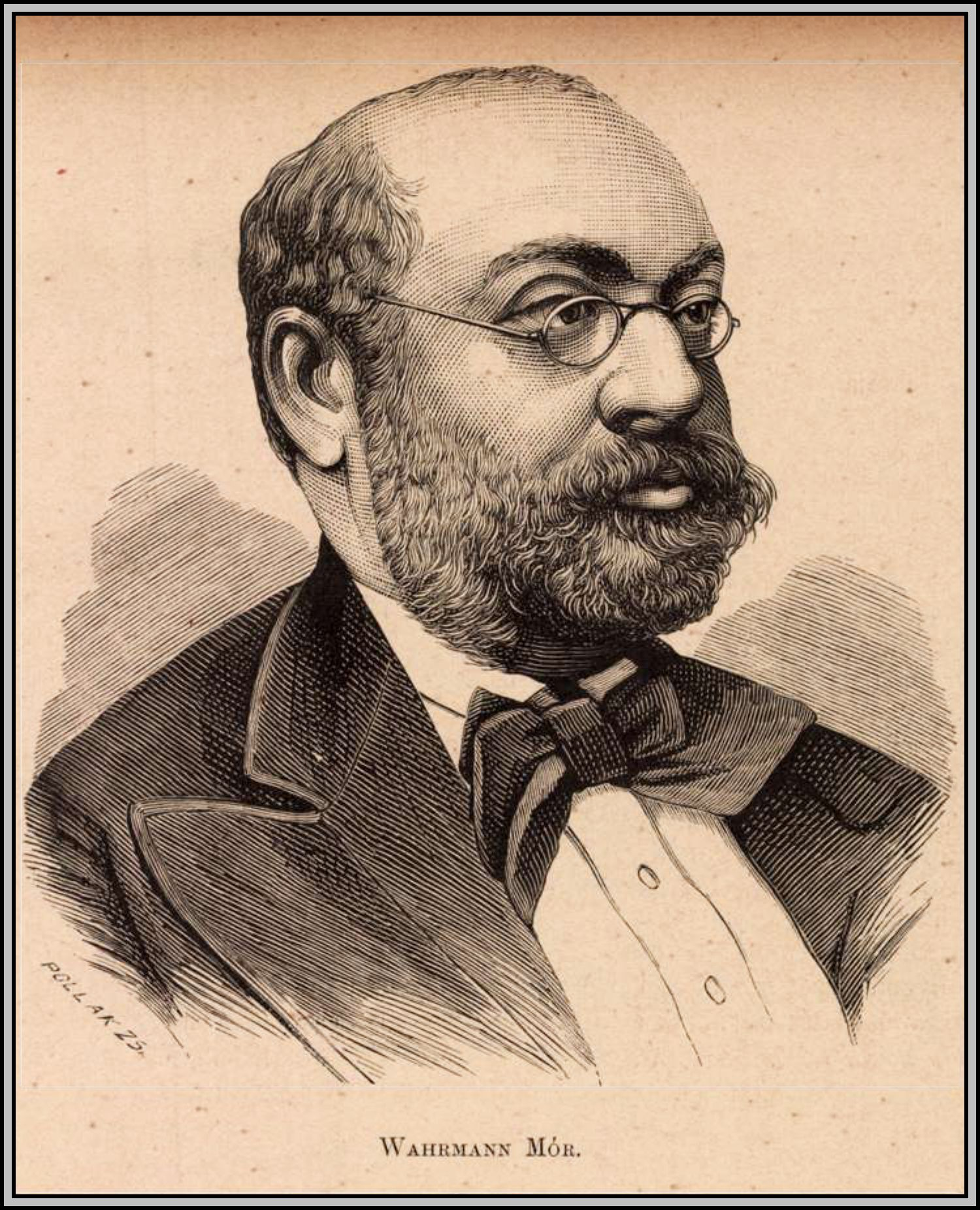
Mór Wahrmann (1884)

Mór Wahrmann (auch Moritz Wahrmann oder Moriz Wahrmann; * 28. Februar 1832 in Pest; † 26. November 1892 in Budapest) war ein ungarischer Unternehmer und Politiker.
Er kämpfte für die Emanzipation der Juden in Ungarn und wurde 1869 erstes jüdisches Mitglied des ungarischen Parlaments. Von 1883 an war er Präsident der Pester Jüdischen Gemeinde.